# Groupe Vendôme SA
Groupe Vendome SA — французский косметический холдинг, созданный в 2002 году в ходе выкупа доли компании менеджментом с помощью инвестиций в размере  €33 миллионов от фонда i3. Офис компании располагался в Дижоне.
Компания управляла несколькими известными брендами, в частности Le Petit Marseillais (гели для душа, мыло, шампуни, кремы), Laboratories Vendome (косметика для чувствительной кожи), Prim'Age (детская косметика).
Компания была поглощена Johnson & Johnson в 2006 и вошла в состав Johnson & Johnson Santé Beauté France SAS в 2011 году. Laboratoires Vendome сохранил название как бренд.

## История
История компании начинается в 1919 году, когда Люсьен Моно (Lucien Monot) основал фармацевтическую компанию Laboratoire Monot в Дижоне.
1946 год — Бизнес унаследовал Пьер Моно (Pierre Monot), сын основателя компании.
1967 год — В компанию на должность бухгалтера пришёл Марсель Элиас (Marcel Elias), 24 года.
1972 год — Марсель Элиас становится генеральным директором компании и возглавляет совет директоров.
1976 год — Президентом компании становится Жерар Моно (Gérard Monot).
1981 год — Компания начинает строить национальную сеть дистрибуции и выходит на рынок косметики.
1984 год — Основание компании «Laboratoires Vendôme» и одноимённого косметического бренда.
1984 год — Компания «Laboratoires Vendôme» приобретает бренд «Le Petit Marseillais».
1985 год — Бренд «Le Petit Marseillais» перезапущен в сети супермаркетов.
1996 год — Семья Моно продаёт фармацевтический бизнес немецкой компании Merck KGaA.
1998 год — Косметический бизнес разделяется на два бренда «Le Petit Marseillais» и «Laboratoires Vendôme» (включая бренд «Prim’Age Bébé» и линии «Classic» и «Dermatologic»).
2002 год — Марсель Элиас организует MBO компании «Laboratoires Vendôme». Новая холдинговая компания получает название Groupe Vendôme SA. В 2002 году оборот компании на рынке косметики составил €121 миллион.
2006 год — Groupe Vendôme SA приобретена Johnson & Johnson.
2007 год — Марсель Элиас покидает компанию.
2011 год — Groupe Vendôme SA вошла в состав Johnson & Johnson Santé Beauté France SAS. Laboratoires Vendome сохранила название как бренд..

## Бренды

### Le Petit Marseillais
«Le Petit Marseillais» (Маленький Марселец) был самым крупным брендом компании (70 % всех продаж).
1981 год — Бренд основан бывшим журналистом газеты «Dauphiné Libéré» Бернаром Ленгеллем (Bernard Lengellé), который возродил рецепт традиционного марсельского мыла (возможно, по рецепту 1921 года) и начал продавать его в аптеки Воклюза. Скорее всего, бренд был назван в честь газеты «Le Petit Marseillais», которая перестала выходить в 1944 году.
1984 год — Бренд был приобретён компанией «Laboratoires Vendôme» за символическую сумму 100 000 или 200 000 марок (около €15 000).
1985 год — Бренд «Le Petit Marseillais» перезапущен в сети супермаркетов с тремя типами мыла: зелёным, натурально белым и розовым.
Бренд быстро развивался, вскоре к мылу добавились гели для душа (1989 год), жидкое мыло (1992 год), пена для купания, детские продукты (к 1998 году), шампуни (2003 год).
Объясняя «формулу» бренда «Le Petit Marseillais» Стефани Перроти (Stéphanie Perrouty) отмечает, что он включает «моменты удовольствия и заботы», а также характеристики запахов («деликатные фруктовые ноты», «деликатные свежие ноты», «интенсивные акцинты для гурманов», «фруктовые ноты для гурманов» и т. д.).
Бренд связан с натуральностью, Провансом и уникальными комбинациями запахов, например «яблоко-киви», «персик-абрикос», «вишня-миндаль».

### Другие бренды
Весной 2005 года компания приобрела косметические бренды "Persavon", "La Perdrix" и "Parfumerie Bernard" у компании Savonnerie et parfumerie Bernard